# 尾之上浩司
尾之上 浩司（おのうえ こうじ、生年非公開）は、日本の英米文学翻訳家、評論家。

## 略歴
東京都大田区出身、神奈川県在住。
1990年代にモダンホラー評論家として注目され、以後、ホラー小説・映画やTV原作の翻訳、ノベライゼーションの執筆を主に行っている。
また、リチャード・マシスンの翻訳多数。
1989年、SFコミューン名義で編集・刊行したファンジン『SFヒストリー』でSFファンジン大賞グランプリを受賞。

## 編著・共著
- 『イラストレイテッド ファンタジー ブックガイド』 (共編著、JICC出版局） 1989
- 『モダンホラー読本』（共著、創現社オーパス） 1990.8
- 『超常現象事件[X-ファイル]の謎』（編著、大森望, 堺三保, 三村美衣ほか共著、ナイト・ストーカーズ名義、フットワーク出版） 1995.8
- 『特集・本の雑誌〈2〉ブックガイド篇』（本の雑誌編纂、角川文庫） 1995.11
- 『電撃!! スパイ映画の謎』（編著、青井美香, 三村美衣ほか共著、ナイト・ストーカーズ名義、フットワーク出版） 1996.6
- 『超常現象事件[X-ファイル]の謎 リターンズ』（編著、東雅夫, 三村美衣ほか共著、ナイト・ストーカーズ名義、フットワーク出版） 1996.11
- 『エヴァンゲリオン 創造と結末の解明 - THE CREATION “EVA”』（編著、弓立社） 1997.7
- 『原子怪獣あらわる! GODZILLA誕生の秘密と日本特撮ソフトの未来』（編著、ナイト・ストーカーズ名義、フットワーク出版） 1998.7
- 『メイキング・オブ・スモール・ソルジャーズ』（編著、ソフトガレージ） 1998.12
- 『ザ・キューブリック - 知られざる秘かな愉しみ方』（モノリス1・2・3名義、フットワーク出版） 1999.9
- 『シネマガイドブック (2000年版洋画編)』 (マガジンハウス、Magazine House mook） 2000.9
- 『リドリー・スコット - 期待の映像作家シリーズ』 (フィルムメーカーズ、キネ旬ムック） 2001.10
- 『ホラー・ガイドブック』（編著、共著、角川ホラー文庫） 2003.1
- 『最新 恐竜映画画報』（映画秘宝 2015年09月号増刊） 2015.7
- 『ハヤカワ文庫SF総解説2000』 （共著、早川書房ソフトカバー） 2015.11
- 『世にも不思議な怪奇ドラマの世界』（山本弘、監修・加筆・翻訳、洋泉社ソフトカバー） 2017.4
- 『ゴースト・ハンターズ完全読本 怪異を追う者たち――『事件記者コルチャック』から『死霊館』まで』（洋泉社ソフトカバー）編著とあるが実質的に単著  2018.2
- 『「プリズナー No.6」完全読本』（伊東麻紀, 岡和田晃, 小山正, 樫原辰郎, 春日武彦, 笹川吉春, 立原透邪, 野阿梓, 深泰勉, 松坂健共著、洋泉社ソフトカバー）（洋泉社ソフトカバー） 2018.6
- 『ロッド・サーリングと「四次元への招待」完全読本』（洋泉社ソフトカバー、三浦玲子翻訳協力） 2018.11

## 雑誌編集監修
- 『奇想天外』（第三期）
- 『ミステリマガジン』
- 『S-Fマガジン』

## アンソロジー監修
- 『暗闇』（井上雅彦他、中央公論新社） 2004.6
- 『モンスターズ1970』（菊地秀行, 田中啓文他、中央公論新社） 2004.6
- 『平成都市伝説』（梶尾真治, 牧野修, 井上雅彦他、中央公論新社） 2004.10
- 『ゴースト・ハンターズ』（菊地秀行, 田中啓文, 友成純一, 山下定、中央公論新社） 2004.11

## ノベライゼーション執筆
- 『スモール・ソルジャーズ』（ギャビン・スコット, テリー・ロッシオ脚本、ソフトガレージ） 1998.12
- 『The OC. season 1 v.1』（コーリイ・マーティン、竹書房文庫） 2006.8
- 『ザ・ウォーカー』（ゲイリー・ウィッタ脚本、角川文庫） 2010.5

## 翻訳
- 『新トワイライトゾーン』（J・M・ストラジンスキー、扶桑社ミステリー） 1991.5
- 『恐竜クライシス』（ハリー・アダム・ナイト、創元推理文庫） 1994.11
- 『スター・ストーカー 狙われるスターたち 』（ジョージ・メイヤー、北原尚彦共訳、扶桑社ミステリー） 1996.9
- 『必携 スティーヴン・キング読本 - 恐怖の旅路』（ジョージ・ビーム、風間賢二, 白石朗, 宮脇孝雄共訳、文芸春秋） 1996.9
- 『ザ・セブンス・ゲスト 異界からの招待状』（マシュー・J・コステロ、クレイグ・ショウ・ガードナー、講談社） 1997.1
- 『HELL 地獄の聖戦』（C・ウィリアムソン、青井美香共訳、講談社） 1997.3
- 『レリック』上・下（ダグラス・プレストン, リンカーン・チャイルド、扶桑社ミステリー） 1997.5
- 『震える血 エロティック・ホラー』（リチャード・マシスン, ロバート・マキャモン, グレアム・マスタートン他、夏来健次共訳、祥伝社文庫） 2000.2
- 『喘ぐ血 エロティック・ホラー』（リチャード・レイモン, グレアム・マスタートン他、大森望, 田中一江, 夏来健次, 本間有共訳、祥伝社文庫） 2000.5
- 『囁く血 エロティック・ホラー』（グレアム・マスタートン他、加藤洋子, 本間有, 夏来健次共訳、祥伝社文庫） 2000.9
- 『リドリー・スコットの世界』（ポール・M・サモン、扶桑社 2001.4
- 『〈猿の惑星〉隠された真実』（エリック・グリーン、本間有共訳、扶桑社） 2001.8
- 『モンスター・ドライヴイン』（ジョー・R・ランズデール、創元推理文庫） 2003.2
- 『鬼警部アイアンサイド』（ジム・トンプスン、ハヤカワ・ミステリ） 2005.5
- 『キング・コング』（エドガー・ウォーレス他（原案）、デロス・ラヴレス（ノベライズ）、ハヤカワ文庫NV） 2005.11
- 『美しき罠』（ビル・S・バリンジャー、ハヤカワ・ミステリ） 2006.9
- 『上海から来た女』（シャーウッド・キング、ハヤカワ・ミステリ） 2007.5
- 『地球の静止する日』（尾之上浩司編、ハリー・ベイツ他、南山宏共訳、角川文庫） 2008.11
- 『スター・トレック』（アラン・ディーン・フォスター、増田まもる, 北原尚彦共訳、角川文庫） 2009.5
- 『ダニエル・ラドクリフのすべて ハリー・ポッターになった少年 』（グレイス・ノーウィッチ、INFASパブリケーションズ） 2009.6
- 『ババ・ホ・テップ』（ジョー・R・ランズデール、　尾之上浩司日本オリジナル編・解説　熊井ひろ美, 佐々田雅子, 高山真由美, 北野寿美枝, 七搦理美子共訳、ハヤカワ・ミステリ文庫、現代短篇の名手たち4） 2009.9
- 『ヒーローの作り方』（オットー・ペンズラー編、小林宏明, 東野さやか, 三角和代ほか共訳、早川書房ハードカバー） 2010.8
- 『きみがくれた未来』（ベン・シャーウッド、角川文庫） 2010.11
- 『アイ・アム・ナンバー4 ロリエン・レガシーズ』（ピタカス・ロア、角川文庫） 2011.6
- 『ウォーキング・デッド ガバナーの誕生』（ロバート・カークマン, ジェイ・ボナンジンガ、角川文庫） 2012.2
- 『シャーロック・ホームズ最強クイズ』（ジョン・ワトスン、北原尚彦共訳、扶桑社ミステリー） 2012.5
- 『ダーク・シャドウ 血の唇』（マリリン・ロス、扶桑社ミステリー） 2012.5
- 『スター・トレック イントゥ・ダークネス』（アラン・ディーン・フォスター、角川文庫） 2013.8
- 『事件記者コルチャック』（ジェフ・ライス、真崎義博共訳、ハヤカワ文庫NV） 2013.8
- 『シルヴァー・スクリーム』上・下（デイヴィッド・J・スカウ編、夏来健次, 田中一江共訳、創元推理文庫） 2013.11
- 『狙われた女』（ジャック・ケッチャム, リチャード・レイモン, エドワード・リー著、金子浩共訳、扶桑社ミステリー） 2014.7
- 『世にも不思議な物語 世界の怪奇実話&都市伝説』（レノア・ブレッソン、扶桑社ミステリー） 2014.8
- 『シャーロック・ホームズとヴィクトリア朝の怪人たち1』（ジョージ・マン編、扶桑社ミステリー） 2015.9
- 『シャーロック・ホームズとヴィクトリア朝の怪人たち2』（ジョージ・マン編、扶桑社ミステリー） 2015.11
- 『翼のジェニー - ケイト・ウィルヘルム初期傑作選』（ケイト・ウィルヘルム、佐藤正明, 安田均, 増田まもる, 伊東麻紀共編訳、TH Literature Series） 2016.10

### リチャード・マシスン
- 『奇蹟の輝き』（リチャード・マシスン、創元推理文庫） 1999.4
- 『ある日どこかで』（リチャード・マシスン、創元推理文庫） 2002.3
- 『アイ・アム・レジェンド』（リチャード・マシスン、ハヤカワ文庫NV） 2007.11
- 『運命のボタン』（リチャード・マシスン、尾之上浩司編、伊藤典夫共訳、ハヤカワ文庫NV） 2010.3
- 『アースバウンド 地縛霊』（リチャード・マシスン、ハヤカワ文庫NV） 2010.11
- 『闇の王国』（リチャード・マシスン、ハヤカワ文庫NV） 2011.8
- 『リアル・スティール』（リチャード・マシスン、尾之上浩司編、伊藤典夫共訳、ハヤカワ文庫NV） 2011.10

### クトゥルフ神話関連
- 『暗黒神ダゴン』（フレッド・チャペル、創元推理文庫） 2000.8
- 『ラヴクラフトの遺産』（ロバート・ワインバーグ, マーティン・グリーンバーグ編、夏来健次共訳、創元推理文庫） 2000.8
- 『クトゥルフ神話への招待 - 遊星からの物体X』（ジョン・W・キャンベル・ジュニア, H・P・ラヴクラフト, ラムジー・キャンベル、増田まもる共訳、扶桑社ミステリー） 2012.8
- 『クトゥルフ神話への招待 - 古きものたちの墓』 （コリン・ウィルソン, ブライアン・ラムレイ, ラムジー・キャンベル、増田まもる, 立花圭一共訳、扶桑社ミステリー） 2013.7
- 『グラ―キの黙示』１（ラムジー・キャンベル　森瀬繚共訳　サウザンブックス　ソフトカバー）2022.02
- 『グラ―キの黙示』２（ラムジー・キャンベル　森瀬繚、夏来健次ほか共訳　サウザンブックス　ソフトカバー）2022.02

## 短編翻訳（加筆中）
- 「侵入者」ボブ・ショウ（Invasion of Privacy,  Bob Shaw，1970）『奇想天外　21世紀版　アンソロジー』山口雅也編 2017.10

## 解説
- 『12月の扉』（ディーン・クーンツ、細見遥子訳、創元ノヴェルズ） 1989.3
- 『深き霧の底より』（スティーヴ・ラスニック・テム、大森望訳、創元ノヴェルズ） 1989.3
- 『果てしなき夜の息子』（ジョン・ファリス、工藤政二訳、ハヤカワ文庫NV） 1989.7
- 『オクスラン・ステーション 黄泉の囁き』（チャールズ・グラント、宇井千史訳、創元ノヴェルズ） 1989.7
- 『最後の惑星ラニアン』（E・C・タブ、 大西憲訳、創元推理文庫、デュマレスト・サーガ） 1989.8
- 『フェアリー・テール』上・下（レイモンド・E・フィースト、猪俣美江子訳、早川書房ハードカバー） 1989.8
- 『ゴースト・トレイン』（スティーヴン・ローズ、古沢嘉通訳、創元ノヴェルズ） 1989.9
- 『邪教集団トワイライトの追撃』（ディーン・クーンツ、白石朗訳、扶桑社ミステリー） 1989.9
- 『エイミー』（バリ・ウッド、倉本護訳、扶桑社ミステリー） 1989.10
- 『黒いユニコーン』（テリー・ブルックス、井辻朱美訳、ハヤカワ文庫FT） 1989.12
- 『スター・トレック5 新たなる未知へ』（J・M・ディラード、斎藤伯好訳、ハヤカワ文庫SF） 1990.1
- 『ホイール・ワールド』（ハリー・ハリスン、内田昌之訳、創元推理文庫） 1990.4
- 『炎の眠り』（ジョナサン・キャロル、浅羽莢子訳、創元推理文庫） 1990.6
- 『空に浮かぶ子供』（ジョナサン・キャロル、浅羽莢子訳、創元推理文庫） 1991.3
- 『闇から来た子供』（ジョン・コイン、公手成幸訳、扶桑社ミステリー） 1993.2
- 『ザ・キープ』（F・ポール・ウィルソン、広瀬順弘訳、扶桑社ミステリー） 1994.1
- 『秘めやかな宴』（T・J・マグレガー、古賀弥生訳、創元推理文庫） 1994.5
- 『カットスロート』上・下（マイケル・スレイド、大島豊訳、創元ノヴェルズ） 1994.7
- 『わたしだけの少女』（トーマス・アルトマン、松本みどり、創元ノヴェルズ） 1994.7
- 『汚染 イエローストーン完全封鎖』（レス・スタンディフォード、槙野香訳、創元ノヴェルズ） 1994.9
- 『悪夢の向こう側』（スティーヴン・スプライル、小津薫訳、創元ノヴェルズ） 1994.10
- 『デイオン・スターファイア3　獅子のめざめ』（マーガレット・ワイス、小林理子訳、富士見ドラゴンノベルズ） 1995.4
- 『堕ちたきらめき』（T・J・マグレガー、古賀弥生訳、創元推理文庫） 1996.9
- 『逃亡者』上・下（マシュー・J・コステロ、務台夏子訳、創元ノヴェルズ） 1996.12
- 『ハリウッド・スーパーナチュラル - 映画スターと超自然現象』　(ブラッド・スタイガー他、扶桑社ノンフィクション） 1998.2
- 『X-ファイル 未来と闘え』（クリス・カーター, エリザベス・ハンド、南山宏訳、角川文庫） 1998.11
- 『ストーカー』（ディーン・クーンツ、沢万里子訳、創元推理文庫） 1999.2
- 『999 聖金曜日』（アル・サラントニオ編纂、白石朗, 金子浩, 田中一江, 渡辺庸子訳、創元推理文庫） 2000.2
- 『死愁記』（菊地秀行、新潮文庫） 2001.4
- 『黑蝶』（グレアム・マスタートン、務台夏子訳、ハヤカワ文庫NV） 2001.9
- 『ドクトル・マブゼ』（ノルベルト・ジャック、平井吉夫訳、ハヤカワ・ミステリ） 2004.7
- 『スカーレット・スターの耀奈』（梶尾真治、新潮文庫） 2004.8
- 『13のショック』【新版】（リチャード・マシスン、吉田誠一訳、早川書房） 2005.11
- 『紳士同盟』（ジョン・ボーランド、松下祥子訳、ハヤカワ・ミステリ） 2006.6
- 『研修医に死の贈り物を』（レイア・ルース・ロビンソン、清水ふみ訳、創元推理文庫） 2007.1
- 『完全脱獄』（ジャック・フィニイ、宇野輝雄訳、ハヤカワミステリ文庫） 2007.9
- 『X-ファイル 真実を求めて』（マックス・アラン・コリンズ、南山宏訳、角川文庫） 2008.10
- 『フランケンシュタイン 野望』（ディーン・クーンツ、奥村章子訳、ハヤカワ文庫NV） 2011.2
- 『アンドロメダ病原体』【新版】（マイクル・クライトン、浅倉久志訳、ハヤカワ文庫NV） 2012.4
- 『怪物島』（ジェレミー・ロビンスン、林香織訳、ハヤカワ文庫NV） 2015.2